# Aphidius sonchi
Aphidius sonchi är en stekelart som beskrevs av Marshall 1896. Aphidius sonchi ingår i släktet Aphidius och familjen bracksteklar. Arten är reproducerande i Sverige. Inga underarter finns listade i Catalogue of Life.